# 向原栄大朗
向原 栄大朗（むこうはら えいたろう）は、日本の弁護士（福岡県弁護士会所属、登録番号37065）。
大阪府守口市出身。守口市立庭窪中学校、関西大学第一高校卒、中央大学法学部法律学科卒後、関西大学法務研究科卒。2007年に弁護士登録し（福岡県弁護士会福岡部会）、鴻和法律事務所に入所。
2012年に同事務所を退所して独立し、個人事務所を運営する。
福岡県弁護士会非弁活動監視等委員会委員および、九州弁護士会連合会業際非弁対策に関する連絡協議会委員長を歴任。
GoogleマップおよびGoogleレビューによる誹謗中傷や営業妨害などを受けた被害者と、被害者の支援者からなる「Googleクチコミ被害者の会」に参画。

## 著書
- 北周士編『弁護士 独立のすすめ』（共著、第一法規、2013年）
- 北周士・田畑淳・野田隼人・深澤諭史・向原栄大朗『弁護士 独立・経営の不安解消』（共著、第一法規、2016年）
- 『先生大変です!!お医者さんの法律問題処方箋』（共著、エピック、2018年）

## 発言
- 自らが修了した法科大学院について「授業は司法試験には全く役立たなかった。本来は合格後の司法修習で学ぶ実務の一部まで詰め込んだカリキュラム。受験対策にもならず、実務にも役立たない。すべてが中途半端だった」と語っている[4]。
- 新聞記事「知的財産権の侵害に注意して」[5]で、「自分のブログに好きなアイドルの動画や画像を貼り付けて楽しんでいたら削除されました。なぜですか。」という質問に対し、法的な観点から判例やパブリシティ権を挙げ、「知的財産権に十分に注意してください。」とアドバイスしている。
- 福岡県弁護士会の(1)会館関連費用、(2)法律センター維持費用、(3)依頼者見舞金制度の導入、(4)会務への対償支払いについて、「先に会務を”事業リストラ”する必要があると考えます。こうした様々な懸案がある中で、会費を少しでも減額しようと考えて奮闘尽力くださっている先生方がおられるのはうれしい限りです。が、上記4要素は、そうした奮闘尽力を、あざ笑うかのごとくカネを消していく要因だな、と思います。」と発言[6]。

## メディア出演
- テレビ朝日「クイズプレゼンバラエティーQさま！！」（2015年）[7]
- AbemaPrime [8]
- KBCテレビ「アサデス」「シリタカ！」「サワダデース」
- KBCラジオ「PAO~N！」